# Il vaso d'oro
Il vaso d'oro. Una fiaba dei nostri tempi è una novella dell'epoca del romanticismo scritta da E. T. A. Hoffmann. Considerata uno dei suoi capolavori, Il vaso d'oro apparve per la prima volta nel 1814 e venne poi rielaborata nel 1819. La novella è quella che ha avuto più successo tra quelle di Hoffmann. L'autore indica la novella come modello del genere dei nuovi tempi..
L'ideazione e la stesura di questa fiaba, come lo stesso autore la definisce, risalgono al 1813. Lo scritto da concludere cui Hoffmann accenna nella lettera dell'8 settembre all'editore Carl Friedrich Kunz ("non ho scritto mai niente di meglio", dice l'autore in proposito) è, con ogni probabilità, Il vaso d'oro. In un'altra lettera scritta il 17 novembre e spedita ancora a Kunz, Hoffmann spiega che la sua fiaba "sub titulo: Il Vaso d'oro" è già pronta, anche se non è ancora stata rivista.
Ne Il vaso d'oro sono riscontrabili diversi riferimenti alla filosofia della natura di Friedrich Schelling e alle opere del teosofo Gotthilf Heinrich Schubert.
Nel 1827 il racconto esce in Inghilterra tradotto da Thomas Carlyle.

## Trama
Il racconto è suddiviso in dodici veglie.

### Prima veglia
L'azione inizia il giorno dell'Ascensione a Dresda. Anselmo, un giovane e goffo studente, correndo nei pressi della Porta Nera, urta il cestino di una orribile vecchia venditrice di mele, spargendone il contenuto in tutte le direzioni. La donna lo offende con queste parole: Corri, corri, figlio di Satana, senza fallo, dentro il cristallo. Per rimborsare il danno fatto alla vecchia Anselmo le dà l'intero contenuto del suo borsellino pieno di monete d'oro, che voleva utilizzare in realtà per pagarsi i divertimenti della festa, poi corre via. Si ferma solo una volta arrivato sulla sponda del fiume Elba sotto un albero di sambuco. Da lì sente voci piacevoli e un suono come di una campanella di cristallo, guarda in alto e vede un serpente dagli occhi azzurri di cui s'innamora immediatamente.

### Seconda veglia
Anselmo incontra per caso un suo amico, il vicepreside Paulmann, che lo invita a casa sua per una festa. Lì conosce sua figlia Veronika, dagli occhi azzurri, che s'innamora di lui. Anselmo conosce inoltre il ragioniere Heerbrand, che gli procura un posto come copiatore di vecchi libri presso l'archivario segreto Lindhorst, uno strambo personaggio legato al mondo della magia e dell'alchimia.
Il primo giorno di lavoro, però, mentre sta per bussare alla porta dell'archiviario, ad Anselmo appare il volto della vecchia venditrice di mele nel picchiotto della porta. Il giovane sviene, così che quel giorno non può lavorare.

### Terza veglia
Una sera, in un caffè della città, l'archivista Lindhorst racconta ad Anselmo e al ragionier Heerbrand la storia della sua famiglia: egli discenderebbe da un'amarillide rossa e dal principe Phosphorus, vissuti secoli e secoli prima. Il ragioniere non gli crede ma Anselmo, dopo la spaventosa avventura vissuta fuori della casa di Lindhorst, ascoltando la sua voce prova un certo disagio, come se in quel momento ne intuisse i reali poteri. Heerbrand, intanto, raccomanda nuovamente Anselmo all'archivista, perché gli offra un lavoro come copista.

### Quarta veglia
Qualche giorno dopo, sotto l'albero di sambuco, lo studente incontra nuovamente l'archivista; quest'ultimo lo impressiona con le sue arti magiche e gli rivela che i serpenti color verde oro, che Anselmo ha visto da sotto l'albero, sono in realtà le sue tre figlie, e quella di cui si è innamorato Anselmo è sua figlia Serpentina, la più giovane. I due si separano e Lindhorst sembra allontanarsi in volo come fosse un uccello.

### Quinta veglia
Veronika sogna di sposare Anselmo quando sarà divenuto consigliere aulico. Intanto le appare tra gli oggetti di casa una strana creatura, l'alruna, che seguita a ripeterle "Non sarà mai tuo marito!". Più tardi Angelica Oster, giunta in visita da Veronika, racconta di come una strana donna, madama Rauerin, le abbia fatto apparire l'immagine del fidanzato lontano per la guerra. Veronika si reca a sua volta dalla strega e la trova in compagnia di un gatto nero e di alcuni animali (babbuini, porcellini d'india e pipistrelli) che sulle prime sembrano esseri viventi, sebbene non siano altro che animali impagliati. Madama Rauerin, che è poi la vecchia venditrice di mele, sa bene cosa desideri Veronika e le consiglia di lasciar perdere Anselmo; Veronika allora vorrebbe andarsene, ma la donna le rivela di essere Luisa, sua vecchia governante, e le dà appuntamento per la notte dell'equinozio. In quella data le due donne dovranno recarsi nella vicina campagna e raggiungere un crocevia per compiere un sortilegio che farà di Anselmo il futuro marito di Veronika.

### Sesta veglia
Pieno d'amore per Serpentina, Anselmo inizia il lavoro da Lindhorst il giorno successivo. Nella casa dell'archivista, dopo aver attraversato un giardino con un cespuglio di fiori parlanti e degli uccelletti dispettosi, Anselmo entra in una grande sala azzurra al centro della quale sta un vaso d'oro; non è però quella la sua stanza di lavoro, bensì un piccolo studio-biblioteca attiguo. Anselmo dovrebbe copiare testi scritti con l'alfabeto arabo e copto senza errori. Lindhorst lo avverte esplicitamente di non macchiare mai un testo originale con l'inchiostro. Fortunatamente il giovane ottiene l'aiuto di Serpentina, per cui il lavoro gli riesce senza alcuna fatica. Lindhorst, esaminato il lavoro di copiatura, riconosce che Serpentina lo ama veramente e dice ad Anselmo che un domani lei gli porterà in dono il vaso d'oro.

### Settima veglia
Veronika, durante la tempestosa notte dell'equinozio autunnale, raggiunge con la vecchia Luisa e il gatto nero il crocevia in mezzo ai campi. Qui la strega scatena le forze dell'occulto e forgia uno specchio magico dopo aver fuso delle misteriose sostanze in un paiolo. Il mattino dopo Veronika si risveglia nel proprio letto e crede che tutte le visioni della notte precedente siano state soltanto un sogno; la sorella Franceschina, però, le mostra il soprabito bagnato di pioggia. Veronika ritrova lo specchio donatole da Luisa e in esso vede l'immagine di Anselmo seduto al suo tavolo di lavoro.

### Ottava veglia
Più Anselmo lavora sui manoscritti, più questi gli diventano familiari e un giorno copia un testo che riesce addirittura a capire: si tratta della storia dell'archiviario, che in realtà è una salamandra, spirito elementare del fuoco, bandito dal mondo leggendario di Atlantide da Phosphorus, il principe degli spiriti, e che deve inoltrarsi nella prosaica esistenza degli uomini. Per poter tornare ad Atlantide la salamandra deve trovare amanti poetici e ingenui da maritare alle sue tre figlie-serpenti. La salamandra possiede tre vasi d'oro, donatigli dallo spirito elementare della terra, che dovevano essere la dote delle tre figlie. Serpentina assicura ad Anselmo che la sua dote farà la loro felicità.

### Nona veglia
Anselmo, invitato da Paulmann a casa sua, si fa incantare dallo specchietto di Veronika e viene indotto a pensare che la storia di Serpentina e della salamandra sia solo frutto della sua immaginazione. Promette di sposare Veronika non appena sarà diventato consigliere aulico. Più tardi arriva anche Heerbrand, che ha portato tutto il necessario per preparare il punch. Sotto i fumi dell'alcool, Anselmo racconta la storia della salamandra e ora tutti gli credono, certo per effetto del forte liquore bevuto. Il giorno seguente, mentre sta copiando un altro manoscritto di Lindhorst, Anselmo lo macchia accidentalmente con l'inchiostro. L'archivista si arrabbia e, per punirlo, lo imprigiona in una bottiglia di cristallo che tiene sopra uno degli scaffali della biblioteca.

### Decima veglia
Anselmo è ora prigioniero nella bottiglia. Qualche tempo dopo, una strega (la venditrice di mele) entra nella stanza dove lui è rinchiuso e si offre di aiutarlo ad uscire; Anselmo rifiuta e la strega cerca allora di rubare il vaso d'oro che è in realtà la dote di Serpentina. L'archivista Lindhorst sopraggiunge con il suo pappagallo e assieme combattono ferocemente contro la strega e il suo gatto nero. Lindhorst e il pappagallo ne escono vittoriosi e la strega viene trasformata in una barbabietola. Il principe Phosphorus comprende che Anselmo ha subito l'influenza di un principio ostile, così lo perdona e lo libera dalla bottiglia.

### Undicesima veglia
Anselmo è scomparso, Paulmann è ormai alquanto dubbioso riguardo al giovane studente e Heerbrand, da parte sua, vorrebbe chiedere al vicerettore la mano di Veronika. Alcune settimane dopo, ottenuta la nomina a consigliere aulico, Heerbrand si ripresenta dai Paulmann e rende manifesto il suo amore per Veronika, chiedendola finalmente in sposa. Veronika, dopo aver raccontato della sua notte al crocevia, di Serpentina e di Anselmo chiuso nella bottiglia, accetta la proposta di matrimonio di Heerbrand.

### Dodicesima veglia
Hoffmann adotta in quest'ultimo capitolo un'innovativa tecnica narrativa: il narratore, che ha finora raccontato la storia nella maniera usuale, si introduce nel racconto confessando la sua difficoltà di trovare una fine al racconto. Quindi, riceve e condivide con il lettore una lettera che l'archivista Lindhorst gli ha mandato. Dalla lettera il lettore viene a sapere che Anselmo ha sposato Serpentina e che ora vive felice nel regno delle salamandre in Atlantide. La salamandra deve d'altronde aspettare che le altre due figlie abbiano trovato marito prima di poter far ritorno al suo regno meraviglioso.
Lindhorst invita Hoffmann nel suo studio, dove il narratore ha una visione di Serpentina che esce da un tempio con il vaso d'oro nelle mani. Dal vaso spunta fuori un luminoso giglio, che rappresenta l'amore, la felicità e la soddisfazione della giovane coppia. Anselmo, nel suo rapimento, esclama che il giglio rappresenta la conoscenza della sacra armonia di tutte le cose. La storia finisce con l'archivista che conforta il narratore con queste parole: La felicità di Anselmo altro non è che vita nella poesia, la poesia in cui la sacra armonia di tutte le cose viene rivelata...? e domandando al narratore retoricamente se non ha anche lui una piccola fattoria in Atlantide, che sia poetico possesso del suo mondo interiore?

## Edizioni
- Ernst Theodor Amadeus Hoffmann, Il vaso d'oro, La Voce, 1910, p. 169. Traduzione di R. Pisaneschi. Contiene anche il racconto "La loggia di re Artù".
- Ernst Theodor Amadeus Hoffmann, Il vaso d'oro. Pezzi di fantasia alla maniera di Callot, Einaudi, 1995,  p. 404, ISBN 978-88-06-13700-7.
- Ernst Theodor Amadeus Hoffmann, Il vaso d'oro e altri racconti, Garzanti, 2005,  p. 273, ISBN 88-11-36030-7.